# Ranunculus mainlingensis
Ranunculus mainlingensis W.T. Wang – gatunek rośliny z rodziny jaskrowatych (Ranunculaceae Juss.). Występuje endemicznie w Chinach, w południowo-wschodniej części Tybetu. 

## Morfologia
PokrójBylina o lekko owłosionych pędach. Dorasta do 6–18 cm wysokości.
LiścieMają kształt od okrągło owalnego do deltoidalnego. Mierzą 1–1,5 cm długości oraz 1,5–2,5 cm szerokości. Nasada liścia ma sercowaty kształt. Ogonek liściowy jest nagi i ma 3–8 cm długości.
KwiatySą pojedyncze. Pojawiają się na szczytach pędów. Mają żółtą barwę. Dorastają do 8–10 mm średnicy. Mają 5 eliptycznych działek kielicha, które dorastają do 3–4 mm długości. Mają 5 eliptycznie owalnych płatków o długości 4–5 mm.
OwoceNagie niełupki o odwrotnie jajowatym kształcie i długości 1–2 mm. Tworzą owoc zbiorowy – wieloniełupkę o jajowatym kształcie i dorastającą do 2–3 mm długości.

## Biologia i ekologia
Rośnie na górskich łąkach. Występuje na wysokości od 2700 do 4300 m n.p.m. Kwitnie od lipca do sierpnia, natomiast owoce pojawiają się w sierpniu. Preferuje stanowiska w pełnym nasłonecznieniu. Dobrze rośnie na wilgotnym, żyznym i dobrze przepuszczalnym podłożu.